# A Time of Day
A Time of Day è il quinto album studio del gruppo musicale svedese Anekdoten. È stato pubblicato nell'aprile 2007.

## Tracce
1. The Great Unknown – 6:22
2. 30 Pieces – 7:13
3. King Oblivion – 5:02
4. A Sky About To Rain – 6:29
5. Every Step I Take – 3:06
6. Stardust And Sand – 4:29
7. In For A Ride – 6:47
8. Prince Of The Ocean – 5:30